# جو اسمیت (بازیکن فوتبال، زاده ۱۸۸۹)
جو اسمیت (انگلیسی: Joe Smith; ۲۵ ژوئن ۱۸۸۹ – ۱۱ اوت ۱۹۷۱) بازیکن و مربی فوتبال اهل انگلستان بود.
از باشگاه‌هایی که در آن بازی کرده‌است می‌توان به باشگاه فوتبال استوک‌پورت کانتی، باشگاه فوتبال دارون، باشگاه فوتبال بولتون واندررز، و باشگاه فوتبال پورت ویل اشاره کرد.
وی همچنین در تیم ملی فوتبال انگلستان بازی کرده‌است.